# Grube Dechen
Die Grube Dechen (ⓘ) war ein Steinkohlebergwerk im Ortsteil Heinitz der saarländischen Gemeinde Neunkirchen/Saar. Sie wird den sogenannten Eisenbahngruben zugerechnet. Sie war eigenständig in Betrieb von 1855 bis 1964, wurde dann noch bis 1968 als Verbundbergwerk König-Dechen zusammengelegt mit der Grube König  betrieben. 1938 wurde die größte Fördermenge erreicht: 2.040 Beschäftigte förderten rund 800.000 Tonnen Steinkohle.

## Geschichte
Die guten Förderergebnisse der Grube Heinitz führten 1853 zu Überlegungen, zwischen den Gruben Heinitz und König einen neuen Förderstandort anzulegen. 1854 begannen im Holzhauertal die Abteufarbeiten für den ersten dieser „Mittelschächte“, zwei Jahre später wurde der zweite Schacht angehauen. 1855 wurde der neue Schachtstandort eigenständig und nach dem Direktor des Oberbergamtes Bonn, Oberberghauptmann Heinrich von Dechen (1800–1889) benannt. 1856 wurde die Grube an die Bahnstrecke Neunkirchen–Heinitz angebunden. Im folgenden Jahr wurde der Schacht Dechen III angehauen. Erstmals im Saarrevier wurde ein Schacht in eisernem Ausbau mit Ringen aus doppeltem Winkeleisen und T-Trägern angelegt. Es entstanden Schlafschuppen und Steigerwohnungen, eine Schmiede, ein Zechenhaus und eine Beamtenstube. Die Förderung entwickelte sich in der Folgezeit außerordentlich gut – trotz starker Wasserzuflüsse, die die Arbeiten auf der Anlage immer wieder behinderten. Abgebaut wurde vor allem die begehrte Kokskohle.
In den 1930er Jahren wurde die Grube modernisiert und die Tagesanlagen in den Jahren 1936 bis 1939 erneuert. Die Gestellförderung am Hauptförderschacht Dechen II wurde durch eine 7,5 t fassende Gefäßfördereinrichtung ersetzt. Die Luftversorgung wurde 1937 von Pressluftversorgung auf eine gemeinsame Kompressorenanlage auf der Grube Heinitz umgestellt. Außerdem wurde der Holzausbau in großem Umfang durch eisernen Streckenausbau ersetzt, der aus eigens mit den Saarhütten entwickelten, dreiteiligen Doppel-T-Streckengestellen mit Flanschverbindung bestand. Die Hängerutschen wurden durch Rollenrutschen ersetzt, die in der Hauptstreckenförderung eingesetzten Benzol-Lokomotiven durch Dieselloks. Im Jahr 1938 erreichte die Grube Dechen die größte Fördermenge: 2.040 Beschäftigte förderten rund 800.000 Tonnen Steinkohle. 1939 wurde eine Seilbahn zum Transport der Rohwaschkohle zur Tagesanlage König in Betrieb genommen.
Nach dem Ende des Zweiten Weltkrieges zeichnete sich auch das Ende der Grube ab. Am 1. Januar 1963 wurde die Grube Dechen der Betriebsdirektion König unterstellt und die Strecken zum untertägigen Verbund der beiden Gruben angesetzt. Schon im 19. August 1963 erfolgte der Durchschlag. Zur Förderung der Kohlen aus dem Feld der früheren Grube Dechen wurde der Wilhelm-Schacht II der Grube König bis zur siebten Sohle tiefergeteuft und neu ausgebaut. Mitte Juli 1963 erreichte der Schacht seine Endteufe. 1963 beschäftigte die Grube Dechen insgesamt 1.746 Mitarbeiter und hatte eine Jahresförderung von 629.048 Tonnen. Zum 1. Januar 1964 wurde sie mit der Grube König zum Verbundbergwerk König-Dechen zusammengelegt. 1968 wurde die Förderung eingestellt.
In den 1970er Jahren wurden die Tagesanlagen mit den Fördergerüsten abgerissen. Teilweise entstand hier eine Brache, die später zum Gewerbegebiet umgenutzt wurde. 2013 wurde auf der 2,5 Hektar großen ehemaligen Kohlenlagerfläche im Westen eine Photovoltaikanlage installiert.